# Paya Sutra
Paya Sutra is een bestuurslaag in het regentschap Aceh Utara van de provincie Atjeh, Indonesië. Paya Sutra telt 187 inwoners (volkstelling 2010).